# Armando Picchi Stadion
Az Armando Picchi Stadion (olaszul: Stadio Armando Picchi) olasz multifunkciós stadion Livornóban. A stadiont Raffaello Brizzi tervezte. Miután 1932-ben a tervezetet elfogadták 1933-ban elkezdődtek a munkálatok. 1934-ben a város pénzzel segítette a létesítmény befejezését, mely egy évvel később 1935-ben meg is valósult. A stadiont ekkor Edda Ciano Mussoliniről, Benito Mussolini lányáról nevezték el. 1990-ben a stadiont a város híres szülöttéről Armando Picchiről nevezték el. Ő volt a Grande Inter (A nagy Inter) egyik kiemelkedő játékosa. 1971-ben hunyt el rákban.

## A stadionban rendezett egyéb események
2008. július 16-a és 19-e között a stadionban rendezték meg az Italia Wave Love Festival című zenei fesztivált, ahol a fellépők közt szerepelt többek között a milánói Elio e le Storie Tese zenekar, a Sud Sound System, a Gnarls Barkley és a The Chemical Brothers. Ezt a fesztivált 2009-ben megismételték.

## Az Armando Picchi Stadion képei
|  |  |  |

## Lásd még
- Livorno
- AS Livorno Calcio